# Abu-Sad Abd-al-Wàhid ibn Àhmad ibn Makula
Abu-Sad Abd-al-Wàhid ibn Àhmad ibn Makula o, més senzillament, Abd-al-Wàhid ibn Makula (mort 1026), fou visir del buwàyhida Jalal-ad-Dawla, governant de Bàssora.
Va rebre del seu senyor el làqab d'Alam-ad-Din i fou el segon musulmà que va utilitzar el "Din" en un títol (el primer fou el pare de Jalal-ad-Dawla, Bahà-ad-Dawla, que va portar el làqab de Rukn-ad-Din). Jalal-ad-Din va fracassar en el seu intent de dominar Bagdad el 1025, i Abu-Sad Abd-al-Wàhid fou empresonat fins a la seva mort el 1026.